# 欧洲运载火箭发射列表
以下列表记录了欧洲现代航天事业的各次运载火箭的发射情况。具体收录法国、英国、欧洲发射装置发展组织／欧洲空间研究组织以及欧洲空间局研制并发射的运载火箭，未收录苏联、俄罗斯和乌克兰研制并发射的运载火箭。发射任务的最终目标高度凡高于地球海平面100千米的卡门线均被收录，未收录探空火箭的亚轨道任务。

## 欧洲运载火箭发射列表
| 欧洲运载火箭发射列表                                                                       | 欧洲运载火箭发射列表                 | 欧洲运载火箭发射列表                                                                             | 欧洲运载火箭发射列表                                    | 欧洲运载火箭发射列表 | 欧洲运载火箭发射列表                                                                     | 欧洲运载火箭发射列表 |
| ------------------------------------------------------------------------------------------ | ------------------------------------ | ------------------------------------------------------------------------------------------------ | ------------------------------------------------------- | -------------------- | ---------------------------------------------------------------------------------------- | -------------------- |
| 法国国家太空研究中心 · 英国政府 · 欧洲运载火箭发展组织／欧洲航天研究组织 · 欧洲空间局      |                                      |                                                                                                  |                                                         |                      |                                                                                          |                      |
| 法國國家太空研究中心 ↑                                                                     |                                      |                                                                                                  |                                                         |                      |                                                                                          |                      |
| 序号                                                                                       | 运载火箭名称 （代号）                | 有效载荷名称                                                                                     | 发射起飞时间 （UTC） （UTC+1/UTC-3）                    | 预定星箭分离轨道     | 发射地点                                                                                 | 发射结果             |
| 1960年代 · 1970年代                                                                        |                                      |                                                                                                  |                                                         |                      |                                                                                          |                      |
| 1960年代：1965年－1966年－1967年 ↑                                                         |                                      |                                                                                                  |                                                         |                      |                                                                                          |                      |
|                                                                                            |                                      |                                                                                                  |                                                         |                      |                                                                                          |                      |
| 1.                                                                                         | 钻石号A型运载火箭（1）               | “阿斯泰利克斯”技术验证卫星 · （ 法國）                                                           | 1965年11月26日 14时47分21秒 15时47分21秒                | 近地轨道             | 特种火箭联合测试中心B2发射场布丽吉特发射工位 30°46′42″N 3°03′14″W / 30.77833°N 3.05389°W | 成功                 |
|                                                                                            |                                      |                                                                                                  |                                                         |                      |                                                                                          |                      |
| 2.                                                                                         | 钻石号A型运载火箭（2）               | “和谐”试验及大地测量卫星 · （ 法國）                                                             | 1966年2月17日 08时33分36秒 09时33分36秒                 | 近地轨道             | 特种火箭联合测试中心B2发射场布丽吉特发射工位 30°46′42″N 3°03′14″W / 30.77833°N 3.05389°W | 成功                 |
|                                                                                            |                                      |                                                                                                  |                                                         |                      |                                                                                          |                      |
| 3.                                                                                         | 钻石号A型运载火箭（3）               | 王冠1号大地测量卫星 · （ 法國）                                                                  | 1967年2月8日 09时39分39秒 10时39分39秒                  | 近地轨道             | 特种火箭联合测试中心B2发射场布丽吉特发射工位 30°46′42″N 3°03′14″W / 30.77833°N 3.05389°W | 部分成功             |
| 4.                                                                                         | 钻石号A型运载火箭（4）               | 王冠2号大地测量卫星 · （ 法國）                                                                  | 1967年2月15日 10时06分57秒 11时06分57秒                 | 近地轨道             | 特种火箭联合测试中心B2发射场布丽吉特发射工位 30°46′42″N 3°03′14″W / 30.77833°N 3.05389°W | 成功                 |
| 1970年代：1970年－1971年－1973年－1975年 ↑                                                 |                                      |                                                                                                  |                                                         |                      |                                                                                          |                      |
|                                                                                            |                                      |                                                                                                  |                                                         |                      |                                                                                          |                      |
| 5.                                                                                         | 钻石号B型运载火箭（1）               | 德国技术卫星 · （ 西德）                                                                         | 1970年3月10日 12时20分 09时20分                         | 近地轨道             | 蓋亞那太空中心钻石号发射场区 5°14.0′N 52°45.1′W / 5.2333°N 52.7517°W                     | 成功                 |
| 6.                                                                                         | 钻石号B型运载火箭（2）               | “风神”技术验证卫星 · （ 法國）                                                                   | 1970年12月12日 13时04分 10时04分                        | 近地轨道             | 蓋亞那太空中心钻石号发射场区 5°14.0′N 52°45.1′W / 5.2333°N 52.7517°W                     | 成功                 |
|                                                                                            |                                      |                                                                                                  |                                                         |                      |                                                                                          |                      |
| 7.                                                                                         | 钻石号B型运载火箭（3）               | “向日葵”太阳研究卫星 · （ 法國）                                                                 | 1971年4月15日 09时19分 06时19分                         | 近地轨道             | 蓋亞那太空中心钻石号发射场区 5°14.0′N 52°45.1′W / 5.2333°N 52.7517°W                     | 成功                 |
| 8.                                                                                         | 钻石号B型运载火箭（4）               | “北极”卫星 · （ 法國）                                                                           | 1971年12月5日 16时20分 13时20分                         | 近地轨道             | 蓋亞那太空中心钻石号发射场区 5°14.0′N 52°45.1′W / 5.2333°N 52.7517°W                     | 失败                 |
|                                                                                            |                                      |                                                                                                  |                                                         |                      |                                                                                          |                      |
| 9.                                                                                         | 钻石号B型运载火箭（5）               | “北河二”技术卫星 · （ 法國） “北河三”技术卫星 · （ 法國）                                        | 1973年5月21日 08时47分 05时47分                         | 近地轨道             | 蓋亞那太空中心钻石号发射场区 5°14.0′N 52°45.1′W / 5.2333°N 52.7517°W                     | 失败                 |
|                                                                                            |                                      |                                                                                                  |                                                         |                      |                                                                                          |                      |
| 10.                                                                                        | 钻石号BP4型运载火箭（1）             | “新星”大地测量卫星 · （ 法國） “星星”大地测量卫星 · （ 法國）                                    | 1975年2月6日 16时35分 13时35分                          | 近地轨道             | 蓋亞那太空中心钻石号发射场区 5°14.0′N 52°45.1′W / 5.2333°N 52.7517°W                     | 成功                 |
| 11.                                                                                        | 钻石号BP4型运载火箭（2）             | “北河二”技术卫星 · （ 法國） “北河三”技术卫星 · （ 法國）                                        | 1975年5月17日 10时32分 07时32分                         | 近地轨道             | 蓋亞那太空中心钻石号发射场区 5°14.0′N 52°45.1′W / 5.2333°N 52.7517°W                     | 成功                 |
| 12.                                                                                        | 钻石号BP4型运载火箭（3）             | “光环”天体观测卫星 · （ 法國）                                                                   | 1975年9月27日 08时37分 05时37分                         | 近地轨道             | 蓋亞那太空中心钻石号发射场区 5°14.0′N 52°45.1′W / 5.2333°N 52.7517°W                     | 成功                 |
| 英國政府 ↑                                                                                 |                                      |                                                                                                  |                                                         |                      |                                                                                          |                      |
| 序号                                                                                       | 运载火箭名称 （代号）                | 有效载荷名称                                                                                     | 发射起飞时间 （UTC） （UTC+9½/UTC+10½）                 | 预定星箭分离轨道     | 发射地点                                                                                 | 发射结果             |
| 1960年代 · 1970年代                                                                        |                                      |                                                                                                  |                                                         |                      |                                                                                          |                      |
| 1960年代：1965年 ↑                                                                         |                                      |                                                                                                  |                                                         |                      |                                                                                          |                      |
|                                                                                            |                                      |                                                                                                  |                                                         |                      |                                                                                          |                      |
| 1.                                                                                         | 黑箭號運載火箭（R0）                 | （无载荷试飞）                                                                                   | 1969年6月28日 22时58分 1969年6月29日 08时28分           | 近地轨道             | 伍默拉试验场五号发射场区B发射台 30°57′00″S 136°27′34″E / 30.9500°S 136.4595°E            | 失败                 |
| 1970年代：1970年－1971年 ↑                                                                 |                                      |                                                                                                  |                                                         |                      |                                                                                          |                      |
|                                                                                            |                                      |                                                                                                  |                                                         |                      |                                                                                          |                      |
| 2.                                                                                         | 黑箭號運載火箭（R1）                 | （无载荷试飞）                                                                                   | 1970年3月4日 21时15分 1970年3月5日 06时45分             | 近地轨道             | 伍默拉试验场五号发射场区B发射台 30°57′00″S 136°27′34″E / 30.9500°S 136.4595°E            | 成功                 |
| 3.                                                                                         | 黑箭號運載火箭（R2）                 | “”X-2试验卫星 · （ 英国）                                                                        | 1970年9月2日 00时34分05秒 10时04分05秒                  | 近地轨道             | 伍默拉试验场五号发射场区B发射台 30°57′00″S 136°27′34″E / 30.9500°S 136.4595°E            | 失败                 |
|                                                                                            |                                      |                                                                                                  |                                                         |                      |                                                                                          |                      |
| 4.                                                                                         | 黑箭號運載火箭（R3）                 | “普罗斯帕罗”X-3试验卫星 · （ 英国）                                                              | 1971年10月28日 04时09分29秒 14时39分29秒                | 近地轨道             | 伍默拉试验场五号发射场区B发射台 30°57′00″S 136°27′34″E / 30.9500°S 136.4595°E            | 成功                 |
| 欧洲运载火箭发展组织／欧洲航天研究组织 ↑                                                   |                                      |                                                                                                  |                                                         |                      |                                                                                          |                      |
| 序号                                                                                       | 运载火箭名称 （代号）                | 有效载荷名称                                                                                     | 发射起飞时间 （UTC） （UTC-3）                          | 预定星箭分离轨道     | 发射地点                                                                                 | 发射结果             |
| 1960年代 · 1970年代                                                                        |                                      |                                                                                                  |                                                         |                      |                                                                                          |                      |
| 1960年代：1964年－1965年－1966年－1967年－1968年－1969年 ↑                                 |                                      |                                                                                                  |                                                         |                      |                                                                                          |                      |
|                                                                                            |                                      |                                                                                                  |                                                         |                      |                                                                                          |                      |
|                                                                                            |                                      |                                                                                                  |                                                         |                      |                                                                                          |                      |
|                                                                                            |                                      |                                                                                                  |                                                         |                      |                                                                                          |                      |
|                                                                                            |                                      |                                                                                                  |                                                         |                      |                                                                                          |                      |
|                                                                                            |                                      |                                                                                                  |                                                         |                      |                                                                                          |                      |
|                                                                                            |                                      |                                                                                                  |                                                         |                      |                                                                                          |                      |
| 1970年代：1970年－1971年 ↑                                                                 |                                      |                                                                                                  |                                                         |                      |                                                                                          |                      |
|                                                                                            |                                      |                                                                                                  |                                                         |                      |                                                                                          |                      |
|                                                                                            |                                      |                                                                                                  |                                                         |                      |                                                                                          |                      |
| 欧洲空间局 ↑                                                                               |                                      |                                                                                                  |                                                         |                      |                                                                                          |                      |
| 序号                                                                                       | 运载火箭名称 （代号）                | 有效载荷名称                                                                                     | 发射起飞时间 （UTC） （UTC-3）                          | 预定星箭分离轨道     | 发射地点                                                                                 | 发射结果             |
| 1970年代 · 1980年代 · 1990年代 · 2000年代 · 2010年代 · 未来任务                            |                                      |                                                                                                  |                                                         |                      |                                                                                          |                      |
| 1970年代：1979年 ↑                                                                         |                                      |                                                                                                  |                                                         |                      |                                                                                          |                      |
|                                                                                            |                                      |                                                                                                  |                                                         |                      |                                                                                          |                      |
| 1.                                                                                         | 亞利安一號運載火箭（L-01）           | 阿里安遥测设备舱1号 （配重载荷）                                                                 | 1979年12月24日 17时14分38秒 14时14分38秒                | 中地球轨道           | 蓋亞那太空中心阿里安一号发射场区 5°14′10″N 52°46′30″W / 5.236°N 52.775°W                 | 成功                 |
| 1980年代：1980年－1981年－1982年－1983年－1984年－1985年－1986年－1987年－1988年－1989年 ↑ |                                      |                                                                                                  |                                                         |                      |                                                                                          |                      |
|                                                                                            |                                      |                                                                                                  |                                                         |                      |                                                                                          |                      |
| 2.                                                                                         | 亞利安一號運載火箭（L-02）           | 阿里安遥测设备舱2号 “火轮”科学卫星 · （ 法國） 业余卫星公司卫星2号                               | 1980年5月23日 14时29分39秒 11时29分39秒                 | 中地球轨道           | 蓋亞那太空中心阿里安一号发射场区 5°14′10″N 52°46′30″W / 5.236°N 52.775°W                 | 失败                 |
|                                                                                            |                                      |                                                                                                  |                                                         |                      |                                                                                          |                      |
| 3.                                                                                         | 亞利安一號運載火箭（L-03）           | 阿里安遥测设备舱3号 “苹果”印度试验通信卫星 · （ 印度） 欧洲气象卫星2号                           | 1981年6月19日 12时32分59秒 09时32分59秒                 | 地球同步轉移軌道     | 蓋亞那太空中心阿里安一号发射场区 5°14′10″N 52°46′30″W / 5.236°N 52.775°W                 | 成功                 |
| 4.                                                                                         | 亞利安一號運載火箭（L-04）           | 阿里安遥测设备舱4号 国际海洋卫星组织卫星（A星）                                                  | 1981年12月20日 01时29分00秒 1981年12月19日 22时29分00秒 | 地球同步轉移軌道     | 蓋亞那太空中心阿里安一号发射场区 5°14′10″N 52°46′30″W / 5.236°N 52.775°W                 | 成功                 |
|                                                                                            |                                      |                                                                                                  |                                                         |                      |                                                                                          |                      |
| 5.                                                                                         | 亞利安一號運載火箭（L-5）            | 国际海洋卫星组织卫星（B星） 意大利组织卫星2号 · （ 義大利）                                      | 1982年9月9日 02时12分00秒 1982年9月8日 23时12分00秒     | 地球同步轉移軌道     | 蓋亞那太空中心阿里安一号发射场区 5°14′10″N 52°46′30″W / 5.236°N 52.775°W                 | 失败                 |
|                                                                                            |                                      |                                                                                                  |                                                         |                      |                                                                                          |                      |
| 6.                                                                                         | 亞利安一號運載火箭（L-6）            | 欧洲电信卫星组织卫星1号 · （ 法國） 业余卫星公司卫星10号                                         | 1983年6月16日 11时59分03秒 08时59分03秒                 | 地球同步轉移軌道     | 蓋亞那太空中心阿里安一号发射场区 5°14′10″N 52°46′30″W / 5.236°N 52.775°W                 | 成功                 |
| 7.                                                                                         | 亞利安一號運載火箭（L-7）            | 国际电信卫星组织卫星5号（F7星）                                                                  | 1983年10月19日 00时45分36秒 1983年10月18日 21时45分36秒 | 地球同步轉移軌道     | 蓋亞那太空中心阿里安一号发射场区 5°14′10″N 52°46′30″W / 5.236°N 52.775°W                 | 成功                 |
|                                                                                            |                                      |                                                                                                  |                                                         |                      |                                                                                          |                      |
| 8.                                                                                         | 亞利安一號運載火箭（L-8）            | 国际电信卫星组织卫星5号（F8星）                                                                  | 1984年3月5日 00时50分03秒 1984年3月4日 21时50分03秒     | 地球同步轉移軌道     | 蓋亞那太空中心阿里安一号发射场区 5°14′10″N 52°46′30″W / 5.236°N 52.775°W                 | 成功                 |
| 9.                                                                                         | 亞利安一號運載火箭（V-9）            | 美国通用电话电子设备空间网组织F1号卫星 · （ 美国）                                               | 1984年5月23日 01时33分29秒 1984年5月22日 22时33分29秒   | 地球同步轉移軌道     | 蓋亞那太空中心阿里安一号发射场区 5°14′10″N 52°46′30″W / 5.236°N 52.775°W                 | 成功                 |
| 10.                                                                                        | 亞利安三號運載火箭（V-10）           | 欧洲电信卫星组织卫星2号 · （ 法國） 法国电信公司电信卫星1A号 · （ 法國）                         | 1984年8月4日 13时32分54秒 10时32分54秒                  | 地球同步轉移軌道     | 蓋亞那太空中心阿里安一号发射场区 5°14′10″N 52°46′30″W / 5.236°N 52.775°W                 | 成功                 |
| 11.                                                                                        | 亞利安三號運載火箭（V-11）           | 美国通用电话电子设备空间网组织F2号卫星 · （ 美国） 国际海洋卫星组织卫星（B2星）                  | 1984年11月10日 01时14分18秒 1984年11月9日 22时14分18秒  | 地球同步轉移軌道     | 蓋亞那太空中心阿里安一号发射场区 5°14′10″N 52°46′30″W / 5.236°N 52.775°W                 | 成功                 |
|                                                                                            |                                      |                                                                                                  |                                                         |                      |                                                                                          |                      |
| 12.                                                                                        | 亞利安三號運載火箭（V-12）           | 阿拉伯卫星组织1A号卫星 · （ 沙烏地阿拉伯） 巴西国家通讯卫星公司1号卫星 · （ 巴西）               | 1985年2月8日 23时22分00秒 20时22分00秒                  | 地球同步轉移軌道     | 蓋亞那太空中心阿里安一号发射场区 5°14′10″N 52°46′30″W / 5.236°N 52.775°W                 | 成功                 |
| 13.                                                                                        | 亞利安三號運載火箭（V-13）           | 美国通用电话电子设备空间网组织1号卫星 · （ 美国） 法国电信公司电信卫星1B号 · （ 法國）           | 1985年5月8日 01时15分38秒 1985年5月7日 22时15分38秒     | 地球同步轉移軌道     | 蓋亞那太空中心阿里安一号发射场区 5°14′10″N 52°46′30″W / 5.236°N 52.775°W                 | 成功                 |
| 14.                                                                                        | 亞利安一號運載火箭（V-14）           | 喬托號哈雷彗星探测器                                                                             | 1985年7月2日 11时23分13秒 08时23分13秒                  | 日心軌道             | 蓋亞那太空中心阿里安一号发射场区 5°14′10″N 52°46′30″W / 5.236°N 52.775°W                 | 成功                 |
| 15.                                                                                        | 亞利安三號運載火箭（V-15）           | 美国通用电话电子设备空间网组织F3号卫星 · （ 美国） 欧洲电信卫星组织卫星3号 · （ 法國）           | 1985年9月12日 23时26分00秒 20时26分00秒                 | 地球同步轉移軌道     | 蓋亞那太空中心阿里安一号发射场区 5°14′10″N 52°46′30″W / 5.236°N 52.775°W                 | 失败                 |
|                                                                                            |                                      |                                                                                                  |                                                         |                      |                                                                                          |                      |
| 16.                                                                                        | 亞利安一號運載火箭（V-16）           | SPOT-1号卫星 · （ 法國） 维京号科学卫星 · （ 瑞典）                                              | 1986年2月22日 01时44分35秒 1986年2月21日 22时44分35秒   | 太阳同步轨道         | 蓋亞那太空中心阿里安一号发射场区 5°14′10″N 52°46′30″W / 5.236°N 52.775°W                 | 成功                 |
| 17.                                                                                        | 亞利安三號運載火箭（V-17）           | 美国通用电话电子设备空间网组织11号卫星 · （ 美国） 巴西国家通讯卫星公司S2号卫星 · （ 巴西）      | 1986年3月28日 23时30分00秒 20时30分00秒                 | 地球同步轉移軌道     | 蓋亞那太空中心阿里安二号发射场区 5°13′55″N 52°46′34″W / 5.232°N 52.776°W                 | 成功                 |
| 18.                                                                                        | 阿里安2号运载火箭（V-18）            | 国际电信卫星组织卫星5号（F14星）                                                                 | 1986年5月31日 00时53分03秒 1986年5月30日 21时53分03秒   | 地球同步轉移軌道     | 蓋亞那太空中心阿里安一号发射场区 5°14′10″N 52°46′30″W / 5.236°N 52.775°W                 | 失败                 |
|                                                                                            |                                      |                                                                                                  |                                                         |                      |                                                                                          |                      |
| 19.                                                                                        | 亞利安三號運載火箭（V-19）           | 澳大利亚卫星公司卫星K3号 · （ ） 欧洲电信卫星组织卫星4号 · （ 法國）                             | 1987年9月16日 00时45分28秒 1987年9月15日 21时45分28秒   | 地球同步轉移軌道     | 蓋亞那太空中心阿里安一号发射场区 5°14′10″N 52°46′30″W / 5.236°N 52.775°W                 | 成功                 |
| 20.                                                                                        | 阿里安2号运载火箭（V-20）            | 西德电视广播卫星1号 · （ 西德）                                                                  | 1987年11月21日 02时19分00秒 1987年11月20日 23时19分00秒 | 地球同步轉移軌道     | 蓋亞那太空中心阿里安二号发射场区 5°13′55″N 52°46′34″W / 5.232°N 52.776°W                 | 成功                 |
|                                                                                            |                                      |                                                                                                  |                                                         |                      |                                                                                          |                      |
| 21.                                                                                        | 亞利安三號運載火箭（V-21）           | 美国通用电话电子设备空间网组织3R号卫星 · （ 美国） 法国电信公司电信卫星1C号 · （ 法國）          | 1988年3月11日 23时28分00秒 20时28分00秒                 | 地球同步轉移軌道     | 蓋亞那太空中心阿里安一号发射场区 5°14′10″N 52°46′30″W / 5.236°N 52.775°W                 | 成功                 |
| 22.                                                                                        | 阿里安2号运载火箭（V-23）            | 国际电信卫星组织卫星5号（F13星）                                                                 | 1988年5月17日 23时58分00秒 20时58分00秒                 | 地球同步轉移軌道     | 蓋亞那太空中心阿里安一号发射场区 5°14′10″N 52°46′30″W / 5.236°N 52.775°W                 | 成功                 |
| 23.                                                                                        | 阿里安4号4LP H10型运载火箭（V-22）   | 欧洲空间局气象卫星（P2星） 泛美卫星公司通信卫星1号 · （ 美国） 业余卫星公司卫星13号              | 1988年6月15日 11时19分01秒 08时19分01秒                 | 地球同步轉移軌道     | 蓋亞那太空中心阿里安二号发射场区 5°13′55″N 52°46′34″W / 5.232°N 52.776°W                 | 成功                 |
| 24.                                                                                        | 亞利安三號運載火箭（V-24）           | 印度多用途卫星（C星） · （ 印度） 欧洲电信卫星组织卫星4号 · （ 法國）                            | 1988年7月21日 23时12分00秒 20时12分00秒                 | 地球同步轉移軌道     | 蓋亞那太空中心阿里安一号发射场区 5°14′10″N 52°46′30″W / 5.236°N 52.775°W                 | 成功                 |
| 25.                                                                                        | 亞利安三號運載火箭（V-25）           | 美国通用电话电子设备空间网组织3号卫星 · （ 美国） 美国休斯公司卫星5号 · （ 美国）                | 1988年9月8日 23时00分00秒 20时00分00秒                  | 地球同步轉移軌道     | 蓋亞那太空中心阿里安二号发射场区 5°13′55″N 52°46′34″W / 5.232°N 52.776°W                 | 成功                 |
| 26.                                                                                        | 阿里安2号运载火箭（V-26）            | 法国电视广播卫星1号 · （ 法國）                                                                  | 1988年10月28日 02时17分00秒 1988年10月27日 23时17分00秒 | 地球同步轉移軌道     | 蓋亞那太空中心阿里安一号发射场区 5°14′10″N 52°46′30″W / 5.236°N 52.775°W                 | 成功                 |
| 27.                                                                                        | 阿里安4号4LP H10型运载火箭（V-27）   | 英国国防部天空网卫星（4B星） · （ 英国） 卢森堡联合欧洲卫星公司SES直播卫星（1A星） · （ 盧森堡） | 1988年12月11日 00时33分38秒 1988年12月10日 21时33分38秒 | 地球同步轉移軌道     | 蓋亞那太空中心阿里安二号发射场区 5°13′55″N 52°46′34″W / 5.232°N 52.776°W                 | 成功                 |
|                                                                                            |                                      |                                                                                                  |                                                         |                      |                                                                                          |                      |
| 28.                                                                                        | 阿里安2号运载火箭（V-28）            | 国际电信卫星组织卫星5A号（F15星）                                                                | 1989年1月27日 01时21分00秒 1989年1月26日 22时21分00秒   | 地球同步轉移軌道     | 蓋亞那太空中心阿里安一号发射场区 5°14′10″N 52°46′30″W / 5.236°N 52.775°W                 | 成功                 |
| 29.                                                                                        | 阿里安4号4LP H10型运载火箭（V-29）   | JCSAT-1通訊衛星 · （ 日本） 欧洲空间局气象卫星卫星1号                                            | 1989年3月6日 23时29分00秒 20时29分00秒                  | 地球同步轉移軌道     | 蓋亞那太空中心阿里安二号发射场区 5°13′55″N 52°46′34″W / 5.232°N 52.776°W                 | 成功                 |
| 30.                                                                                        | 阿里安2号运载火箭（V-30）            | 瑞典、挪威、芬兰电视直播卫星 · （ 瑞典／ 挪威／ 芬兰）                                           | 1989年4月2日 02时28分00秒 1989年4月1日 23时28分00秒     | 地球同步轉移軌道     | 蓋亞那太空中心阿里安一号发射场区 5°14′10″N 52°46′30″W / 5.236°N 52.775°W                 | 成功                 |
| 31.                                                                                        | 阿里安4号4L H10型运载火箭（V-31）    | 日本通信卫星公司国内通信卫星（A星） · （ 日本） 哥白尼1号西德通信卫星 · （ 西德）                | 1989年6月5日 22时37分18秒 19时37分18秒                  | 地球同步轉移軌道     | 蓋亞那太空中心阿里安二号发射场区 5°13′55″N 52°46′34″W / 5.232°N 52.776°W                 | 成功                 |
| 32.                                                                                        | 亞利安三號運載火箭（V-32）           | 英国实验通讯卫星 · （ 英国）                                                                     | 1989年7月12日 00时14分00秒 1989年7月11日 21时14分00秒   | 地球同步轉移軌道     | 蓋亞那太空中心阿里安一号发射场区 5°14′10″N 52°46′30″W / 5.236°N 52.775°W                 | 成功                 |
| 33.                                                                                        | 阿里安4号4LP H10型运载火箭（V-33）   | 西德电视直播卫星2号 · （ 西德） 欧洲空间局天体测量卫星                                           | 1989年8月8日 23时25分53秒 20时25分53秒                  | 地球同步轉移軌道     | 蓋亞那太空中心阿里安二号发射场区 5°13′55″N 52°46′34″W / 5.232°N 52.776°W                 | 成功                 |
| 34.                                                                                        | 阿里安4号4L H10型运载火箭（V-34）    | 国际电信卫星组织卫星6号（F2星）                                                                  | 1989年10月27日 23时05分00秒 20时05分00秒                | 地球同步轉移軌道     | 蓋亞那太空中心阿里安二号发射场区 5°13′55″N 52°46′34″W / 5.232°N 52.776°W                 | 成功                 |
| 1990年代：1990年－1991年－1992年－1993年－1994年－1995年－1996年－1997年－1998年－1999年 ↑ |                                      |                                                                                                  |                                                         |                      |                                                                                          |                      |
|                                                                                            |                                      |                                                                                                  |                                                         |                      |                                                                                          |                      |
| 35.                                                                                        | 阿里安4号0 H10型运载火箭（V-35）     | 国际电信卫星组织卫星6号（F2星）                                                                  | 1990年1月22日 01时35分27秒 1990年1月21日 22时35分27秒   | 太阳同步轨道         | 蓋亞那太空中心阿里安二号发射场区 5°13′55″N 52°46′34″W / 5.232°N 52.776°W                 | 成功                 |
| 36.                                                                                        | 阿里安4号4L H10型运载火箭（V-36）    | 国际电信卫星组织卫星6号（F2星）                                                                  | 1990年2月22日 23时17分00秒 20时17分00秒                 | 地球同步轉移軌道     | 蓋亞那太空中心阿里安二号发射场区 5°13′55″N 52°46′34″W / 5.232°N 52.776°W                 | 失败                 |
| 37.                                                                                        | 阿里安4号4L H10型运载火箭（V-37）    | 国际电信卫星组织卫星6号（F2星）                                                                  | 1990年7月24日 22时25分00秒 19时25分00秒                 | 地球同步轉移軌道     | 蓋亞那太空中心阿里安二号发射场区 5°13′55″N 52°46′34″W / 5.232°N 52.776°W                 | 成功                 |
| 38.                                                                                        | 阿里安4号4LP H10型运载火箭（V-38）   | 国际电信卫星组织卫星6号（F2星）                                                                  | 1990年8月30日 22时46分00秒 19时46分00秒                 | 地球同步轉移軌道     | 蓋亞那太空中心阿里安二号发射场区 5°13′55″N 52°46′34″W / 5.232°N 52.776°W                 | 成功                 |
| 39.                                                                                        | 阿里安4号4L H10型运载火箭（V-39）    | 国际电信卫星组织卫星6号（F2星）                                                                  | 1990年10月12日 22时58分18秒 19时58分18秒                | 地球同步轉移軌道     | 蓋亞那太空中心阿里安二号发射场区 5°13′55″N 52°46′34″W / 5.232°N 52.776°W                 | 成功                 |
| 40.                                                                                        | 阿里安4号2P型运载火箭（V-40）        | 国际电信卫星组织卫星6号（F2星）                                                                  | 1990年11月20日 23时11分00秒 20时11分00秒                | 地球同步轉移軌道     | 蓋亞那太空中心阿里安二号发射场区 5°13′55″N 52°46′34″W / 5.232°N 52.776°W                 | 成功                 |
|                                                                                            |                                      |                                                                                                  |                                                         |                      |                                                                                          |                      |
| 41.                                                                                        | 阿里安4号4L H10型运载火箭（V-41）    | 国际电信卫星组织卫星6号（F2星）                                                                  | 1991年1月15日 23时10分49秒 20时10分49秒                 | 地球同步轉移軌道     | 蓋亞那太空中心阿里安二号发射场区 5°13′55″N 52°46′34″W / 5.232°N 52.776°W                 | 成功                 |
| 42.                                                                                        | 阿里安4号4LP H10型运载火箭（V-42）   | 国际电信卫星组织卫星6号（F2星）                                                                  | 1991年3月2日 23时36分00秒 20时36分00秒                  | 地球同步轉移軌道     | 蓋亞那太空中心阿里安二号发射场区 5°13′55″N 52°46′34″W / 5.232°N 52.776°W                 | 成功                 |
| 43.                                                                                        | 阿里安4号4P H10型运载火箭（V-43）    | 国际电信卫星组织卫星6号（F2星）                                                                  | 1991年4月4日 10时47分12秒 07时47分12秒                  | 地球同步轉移軌道     | 蓋亞那太空中心阿里安二号发射场区 5°13′55″N 52°46′34″W / 5.232°N 52.776°W                 | 成功                 |
| 44.                                                                                        | 阿里安4号0 H10型运载火箭（V-44）     | 国际电信卫星组织卫星6号（F2星）                                                                  | 1991年7月17日 01时46分31秒 1991年7月16日 22时46分31秒   | 太阳同步轨道         | 蓋亞那太空中心阿里安二号发射场区 5°13′55″N 52°46′34″W / 5.232°N 52.776°W                 | 成功                 |
| 45.                                                                                        | 阿里安4号4L H10型运载火箭（V-45）    | 国际电信卫星组织卫星6号（F2星）                                                                  | 1991年8月14日 23时15分13秒 20时15分13秒                 | 地球同步轉移軌道     | 蓋亞那太空中心阿里安二号发射场区 5°13′55″N 52°46′34″W / 5.232°N 52.776°W                 | 成功                 |
| 46.                                                                                        | 阿里安4号4P H10型运载火箭（V-46）    | 国际电信卫星组织卫星6号（F2星）                                                                  | 1991年9月26日 23时43分00秒 20时43分00秒                 | 地球同步轉移軌道     | 蓋亞那太空中心阿里安二号发射场区 5°13′55″N 52°46′34″W / 5.232°N 52.776°W                 | 成功                 |
| 47.                                                                                        | 阿里安4号4L H10型运载火箭（V-47）    | 国际电信卫星组织卫星6号（F2星）                                                                  | 1991年10月29日 23时08分08秒 20时08分08秒                | 地球同步轉移軌道     | 蓋亞那太空中心阿里安二号发射场区 5°13′55″N 52°46′34″W / 5.232°N 52.776°W                 | 成功                 |
| 48.                                                                                        | 阿里安4号4L H10型运载火箭（V-48）    | 国际电信卫星组织卫星6号（F2星）                                                                  | 1991年12月16日 23时19分48秒 20时19分48秒                | 地球同步轉移軌道     | 蓋亞那太空中心阿里安二号发射场区 5°13′55″N 52°46′34″W / 5.232°N 52.776°W                 | 成功                 |
|                                                                                            |                                      |                                                                                                  |                                                         |                      |                                                                                          |                      |
| 49.                                                                                        | 阿里安4号4L H10型运载火箭（V-49）    | 国际电信卫星组织卫星6号（F2星）                                                                  | 1992年2月26日 23时58分10秒 20时58分10秒                 | 地球同步轉移軌道     | 蓋亞那太空中心阿里安二号发射场区 5°13′55″N 52°46′34″W / 5.232°N 52.776°W                 | 成功                 |
| 50.                                                                                        | 阿里安4号4L H10+型运载火箭（V-50）   | 国际电信卫星组织卫星6号（F2星）                                                                  | 1992年4月15日 23时25分27秒 20时25分27秒                 | 地球同步轉移軌道     | 蓋亞那太空中心阿里安二号发射场区 5°13′55″N 52°46′34″W / 5.232°N 52.776°W                 | 成功                 |
| 51.                                                                                        | 阿里安4号4L H10型运载火箭（V-51）    | 国际电信卫星组织卫星6号（F2星）                                                                  | 1992年7月9日 22时42分19秒 19时42分19秒                  | 地球同步轉移軌道     | 蓋亞那太空中心阿里安二号发射场区 5°13′55″N 52°46′34″W / 5.232°N 52.776°W                 | 成功                 |
| 52.                                                                                        | 阿里安4号2P H10型运载火箭（V-52）    | 国际电信卫星组织卫星6号（F2星）                                                                  | 1992年8月10日 23时08分07秒 20时08分07秒                 | 地球同步轉移軌道     | 蓋亞那太空中心阿里安二号发射场区 5°13′55″N 52°46′34″W / 5.232°N 52.776°W                 | 成功                 |
| 53.                                                                                        | 阿里安4号4LP H10+型运载火箭（V-53）  | 国际电信卫星组织卫星6号（F2星）                                                                  | 1992年9月10日 23时04分00秒 20时04分00秒                 | 地球同步轉移軌道     | 蓋亞那太空中心阿里安二号发射场区 5°13′55″N 52°46′34″W / 5.232°N 52.776°W                 | 成功                 |
| 54.                                                                                        | 阿里安4号2P H10+型运载火箭（V-54）   | 国际电信卫星组织卫星6号（F2星）                                                                  | 1992年10月28日 00时15分00秒 1992年10月27日 21时15分00秒 | 地球同步轉移軌道     | 蓋亞那太空中心阿里安二号发射场区 5°13′55″N 52°46′34″W / 5.232°N 52.776°W                 | 成功                 |
| 55.                                                                                        | 阿里安4号2P H10+型运载火箭（V-55）   | 国际电信卫星组织卫星6号（F2星）                                                                  | 1992年12月1日 22时48分00秒 19时48分00秒                 | 地球同步轉移軌道     | 蓋亞那太空中心阿里安二号发射场区 5°13′55″N 52°46′34″W / 5.232°N 52.776°W                 | 成功                 |
|                                                                                            |                                      |                                                                                                  |                                                         |                      |                                                                                          |                      |
| 56.                                                                                        | 阿里安4号2L H10型运载火箭（V-56）    | 国际电信卫星组织卫星6号（F2星）                                                                  | 1993年5月12日 00时56分32秒 1993年5月11日 21时56分32秒   | 地球同步轉移軌道     | 蓋亞那太空中心阿里安二号发射场区 5°13′55″N 52°46′34″W / 5.232°N 52.776°W                 | 成功                 |
| 57.                                                                                        | 阿里安4号2P H10+型运载火箭（V-57）   | 国际电信卫星组织卫星6号（F2星）                                                                  | 1993年6月25日 00时18分00秒 1993年6月24日 21时18分00秒   | 地球同步轉移軌道     | 蓋亞那太空中心阿里安二号发射场区 5°13′55″N 52°46′34″W / 5.232°N 52.776°W                 | 成功                 |
| 58.                                                                                        | 阿里安4号4L H10+型运载火箭（V-58）   | 国际电信卫星组织卫星6号（F2星）                                                                  | 1993年7月22日 22时58分55秒 19时58分55秒                 | 地球同步轉移軌道     | 蓋亞那太空中心阿里安二号发射场区 5°13′55″N 52°46′34″W / 5.232°N 52.776°W                 | 成功                 |
| 59.                                                                                        | 阿里安4号0 H10型运载火箭（V-59）     | 国际电信卫星组织卫星6号（F2星）                                                                  | 1993年9月26日 01时45分00秒 1993年9月25日 22时45分00秒   | 太阳同步轨道         | 蓋亞那太空中心阿里安二号发射场区 5°13′55″N 52°46′34″W / 5.232°N 52.776°W                 | 成功                 |
| 60.                                                                                        | 阿里安4号4LP H10型运载火箭（V-60）   | 国际电信卫星组织卫星6号（F2星）                                                                  | 1993年10月22日 06时46分00秒 03时46分00秒                | 地球同步轉移軌道     | 蓋亞那太空中心阿里安二号发射场区 5°13′55″N 52°46′34″W / 5.232°N 52.776°W                 | 成功                 |
| 61.                                                                                        | 阿里安4号4LP H10+型运载火箭（V-61）  | 国际电信卫星组织卫星6号（F2星）                                                                  | 1993年11月20日 01时17分00秒 1993年11月19日 22时17分00秒 | 地球同步轉移軌道     | 蓋亞那太空中心阿里安二号发射场区 5°13′55″N 52°46′34″W / 5.232°N 52.776°W                 | 成功                 |
| 62.                                                                                        | 阿里安4号4L H10+型运载火箭（V-62）   | 国际电信卫星组织卫星6号（F2星）                                                                  | 1993年12月18日 01时27分00秒 1993年12月17日 22时27分00秒 | 地球同步轉移軌道     | 蓋亞那太空中心阿里安二号发射场区 5°13′55″N 52°46′34″W / 5.232°N 52.776°W                 | 成功                 |
|                                                                                            |                                      |                                                                                                  |                                                         |                      |                                                                                          |                      |
| 63.                                                                                        | 阿里安4号4LP H10+型运载火箭（V-63）  | 国际电信卫星组织卫星6号（F2星）                                                                  | 1994年1月24日 21时37分00秒 18时37分00秒                 | 地球同步轉移軌道     | 蓋亞那太空中心阿里安二号发射场区 5°13′55″N 52°46′34″W / 5.232°N 52.776°W                 | 失败                 |
| 64.                                                                                        | 阿里安4号4LP H10+型运载火箭（V-64）  | 国际电信卫星组织卫星6号（F2星）                                                                  | 1994年6月17日 07时07分19秒 04时07分19秒                 | 地球同步轉移軌道     | 蓋亞那太空中心阿里安二号发射场区 5°13′55″N 52°46′34″W / 5.232°N 52.776°W                 | 成功                 |
| 65.                                                                                        | 阿里安4号4L H10+型运载火箭（V-65）   | 国际电信卫星组织卫星6号（F2星）                                                                  | 1994年7月8日 23时05分32秒 20时05分32秒                  | 地球同步轉移軌道     | 蓋亞那太空中心阿里安二号发射场区 5°13′55″N 52°46′34″W / 5.232°N 52.776°W                 | 成功                 |
| 66.                                                                                        | 阿里安4号4LP H10+型运载火箭（V-66）  | 国际电信卫星组织卫星6号（F2星）                                                                  | 1994年8月10日 23时05分24秒 20时05分24秒                 | 地球同步轉移軌道     | 蓋亞那太空中心阿里安二号发射场区 5°13′55″N 52°46′34″W / 5.232°N 52.776°W                 | 成功                 |
| 67.                                                                                        | 阿里安4号2L H10+型运载火箭（V-67）   | 国际电信卫星组织卫星6号（F2星）                                                                  | 1994年9月9日 00时29分44秒 1994年9月8日 21时29分44秒     | 地球同步轉移軌道     | 蓋亞那太空中心阿里安二号发射场区 5°13′55″N 52°46′34″W / 5.232°N 52.776°W                 | 成功                 |
| 68.                                                                                        | 阿里安4号4L H10+型运载火箭（V-68）   | 国际电信卫星组织卫星6号（F2星）                                                                  | 1994年10月8日 01时07分00秒 1994年10月7日 22时07分00秒   | 地球同步轉移軌道     | 蓋亞那太空中心阿里安二号发射场区 5°13′55″N 52°46′34″W / 5.232°N 52.776°W                 | 成功                 |
| 69.                                                                                        | 阿里安4号2P H10+型运载火箭（V-69）   | 国际电信卫星组织卫星6号（F2星）                                                                  | 1994年11月1日 00时37分00秒 1994年10月31日 21时37分00秒  | 地球同步轉移軌道     | 蓋亞那太空中心阿里安二号发射场区 5°13′55″N 52°46′34″W / 5.232°N 52.776°W                 | 成功                 |
| 70.                                                                                        | 阿里安4号2P H10-3型运载火箭（V-70）  | 国际电信卫星组织卫星6号（F2星）                                                                  | 1994年12月1日 22时57分51秒 19时57分51秒                 | 地球同步轉移軌道     | 蓋亞那太空中心阿里安二号发射场区 5°13′55″N 52°46′34″W / 5.232°N 52.776°W                 | 失败                 |
|                                                                                            |                                      |                                                                                                  |                                                         |                      |                                                                                          |                      |
| 71.                                                                                        | 阿里安4号4LP H10+型运载火箭（V-71）  | 国际电信卫星组织卫星6号（F2星）                                                                  | 1995年3月28日 23时14分19秒 20时14分19秒                 | 地球同步轉移軌道     | 蓋亞那太空中心阿里安二号发射场区 5°13′55″N 52°46′34″W / 5.232°N 52.776°W                 | 成功                 |
| 72.                                                                                        | 阿里安4号0 H10+型运载火箭（V-72）    | 国际电信卫星组织卫星6号（F2星）                                                                  | 1995年4月21日 01时44分02秒 1995年4月20日 22时44分02秒   | 地球同步轉移軌道     | 蓋亞那太空中心阿里安二号发射场区 5°13′55″N 52°46′34″W / 5.232°N 52.776°W                 | 成功                 |
| 73.                                                                                        | 阿里安4号4LP H10-3型运载火箭（V-73） | 国际电信卫星组织卫星6号（F2星）                                                                  | 1995年5月17日 06时34分00秒 03时34分00秒                 | 太阳同步轨道         | 蓋亞那太空中心阿里安二号发射场区 5°13′55″N 52°46′34″W / 5.232°N 52.776°W                 | 成功                 |
| 74.                                                                                        | 阿里安4号2P H10-3型运载火箭（V-74）  | 国际电信卫星组织卫星6号（F2星）                                                                  | 1995年6月10日 00时24分00秒 1995年6月9日 21时24分00秒    | 地球同步轉移軌道     | 蓋亞那太空中心阿里安二号发射场区 5°13′55″N 52°46′34″W / 5.232°N 52.776°W                 | 成功                 |
| 75.                                                                                        | 阿里安4号0 H10-3型运载火箭（V-75）   | 国际电信卫星组织卫星6号（F2星）                                                                  | 1995年7月7日 16时23分34秒 13时23分34秒                  | 太阳同步轨道         | 蓋亞那太空中心阿里安二号发射场区 5°13′55″N 52°46′34″W / 5.232°N 52.776°W                 | 成功                 |
| 76.                                                                                        | 阿里安4号2L H10-3型运载火箭（V-76）  | 国际电信卫星组织卫星6号（F2星）                                                                  | 1995年8月3日 22时58分00秒 19时58分00秒                  | 地球同步轉移軌道     | 蓋亞那太空中心阿里安二号发射场区 5°13′55″N 52°46′34″W / 5.232°N 52.776°W                 | 成功                 |
| 77.                                                                                        | 阿里安4号4P H10-3型运载火箭（V-77）  | 国际电信卫星组织卫星6号（F2星）                                                                  | 1995年8月29日 06时41分00秒 03时41分00秒                 | 地球同步轉移軌道     | 蓋亞那太空中心阿里安二号发射场区 5°13′55″N 52°46′34″W / 5.232°N 52.776°W                 | 成功                 |
| 78.                                                                                        | 阿里安4号2L H10-3型运载火箭（V-78）  | 国际电信卫星组织卫星6号（F2星）                                                                  | 1995年9月24日 00时06分00秒 1995年9月23日 21时06分00秒   | 地球同步轉移軌道     | 蓋亞那太空中心阿里安二号发射场区 5°13′55″N 52°46′34″W / 5.232°N 52.776°W                 | 成功                 |
| 79.                                                                                        | 阿里安4号2L H10-3型运载火箭（V-79）  | 国际电信卫星组织卫星6号（F2星）                                                                  | 1995年10月19日 00时38分00秒 1995年10月18日 21时38分00秒 | 地球同步轉移軌道     | 蓋亞那太空中心阿里安二号发射场区 5°13′55″N 52°46′34″W / 5.232°N 52.776°W                 | 成功                 |
| 80.                                                                                        | 阿里安4号4P H10-3型运载火箭（V-80）  | 国际电信卫星组织卫星6号（F2星）                                                                  | 1995年11月17日 01时20分00秒 1995年11月16日 22时20分00秒 | 高地球轨道           | 蓋亞那太空中心阿里安二号发射场区 5°13′55″N 52°46′34″W / 5.232°N 52.776°W                 | 成功                 |
| 81.                                                                                        | 阿里安4号4L H10-3型运载火箭（V-81）  | 国际电信卫星组织卫星6号（F2星）                                                                  | 1995年12月6日 23时23分16秒 20时23分16秒                 | 地球同步轉移軌道     | 蓋亞那太空中心阿里安二号发射场区 5°13′55″N 52°46′34″W / 5.232°N 52.776°W                 | 成功                 |
|                                                                                            |                                      |                                                                                                  |                                                         |                      |                                                                                          |                      |
| 82.                                                                                        | 阿里安4号4L H10-3型运载火箭（V-82）  | 国际电信卫星组织卫星6号（F2星）                                                                  | 1996年1月12日 23时10分00秒 20时10分00秒                 | 地球同步轉移軌道     | 蓋亞那太空中心阿里安二号发射场区 5°13′55″N 52°46′34″W / 5.232°N 52.776°W                 | 成功                 |
| 83.                                                                                        | 阿里安4号4P H10-3型运载火箭（V-83）  | 国际电信卫星组织卫星6号（F2星）                                                                  | 1996年2月5日 07时19分38秒 04时19分38秒                  | 地球同步轉移軌道     | 蓋亞那太空中心阿里安二号发射场区 5°13′55″N 52°46′34″W / 5.232°N 52.776°W                 | 成功                 |
| 84.                                                                                        | 阿里安4号4LP H10-3型运载火箭（V-84） | 国际电信卫星组织卫星6号（F2星）                                                                  | 1996年3月14日 07时11分01秒 04时11分01秒                 | 地球同步轉移軌道     | 蓋亞那太空中心阿里安二号发射场区 5°13′55″N 52°46′34″W / 5.232°N 52.776°W                 | 成功                 |
| 85.                                                                                        | 阿里安4号2P H10-3型运载火箭（V-85）  | 国际电信卫星组织卫星6号（F2星）                                                                  | 1996年4月20日 22时36分00秒 19时36分00秒                 | 地球同步轉移軌道     | 蓋亞那太空中心阿里安二号发射场区 5°13′55″N 52°46′34″W / 5.232°N 52.776°W                 | 成功                 |
| 86.                                                                                        | 阿里安4号4L H10-3型运载火箭（V-86）  | 国际电信卫星组织卫星6号（F2星）                                                                  | 1996年5月16日 01时56分29秒 1996年5月15日 22时56分29秒   | 地球同步轉移軌道     | 蓋亞那太空中心阿里安二号发射场区 5°13′55″N 52°46′34″W / 5.232°N 52.776°W                 | 成功                 |
| 87.                                                                                        | 阿里安5号G型运载火箭（V-88）         | 国际电信卫星组织卫星6号（F2星）                                                                  | 1996年6月4日 12时34分06秒 09时34分06秒                  | （高地球轨道）       | 蓋亞那太空中心阿里安三号发射场区 5°14′20″N 52°46′05″W / 5.239°N 52.768°W                 | 失败                 |
| 88.                                                                                        | 阿里安4号4P H10-3型运载火箭（V-87）  | 国际电信卫星组织卫星6号（F2星）                                                                  | 1996年6月15日 06时55分09秒 03时55分09秒                 | 地球同步轉移軌道     | 蓋亞那太空中心阿里安二号发射场区 5°13′55″N 52°46′34″W / 5.232°N 52.776°W                 | 成功                 |
| 89.                                                                                        | 阿里安4号4L H10-3型运载火箭（V-89）  | 国际电信卫星组织卫星6号（F2星）                                                                  | 1996年7月9日 22时24分55秒 19时24分55秒                  | 地球同步轉移軌道     | 蓋亞那太空中心阿里安二号发射场区 5°13′55″N 52°46′34″W / 5.232°N 52.776°W                 | 成功                 |
| 90.                                                                                        | 阿里安4号4L H10-3型运载火箭（V-90）  | 国际电信卫星组织卫星6号（F2星）                                                                  | 1996年8月8日 22时49分00秒 19时49分00秒                  | 地球同步轉移軌道     | 蓋亞那太空中心阿里安二号发射场区 5°13′55″N 52°46′34″W / 5.232°N 52.776°W                 | 成功                 |
| 91.                                                                                        | 阿里安4号2P H10-3型运载火箭（V-91）  | 国际电信卫星组织卫星6号（F2星）                                                                  | 1996年9月11日 00时00分59秒 1996年9月10日 21时00分59秒   | 地球同步轉移軌道     | 蓋亞那太空中心阿里安二号发射场区 5°13′55″N 52°46′34″W / 5.232°N 52.776°W                 | 成功                 |
| 92.                                                                                        | 阿里安4号4L H10-3型运载火箭（V-92）  | 国际电信卫星组织卫星6号（F2星）                                                                  | 1996年11月13日 22时40分00秒 19时40分00秒                | 地球同步轉移軌道     | 蓋亞那太空中心阿里安二号发射场区 5°13′55″N 52°46′34″W / 5.232°N 52.776°W                 | 成功                 |
|                                                                                            |                                      |                                                                                                  |                                                         |                      |                                                                                          |                      |
| 93.                                                                                        | 阿里安4号4L H10-3型运载火箭（V-93）  | 国际电信卫星组织卫星6号（F2星）                                                                  | 1997年1月30日 22时04分00秒 19时04分00秒                 | 地球同步轉移軌道     | 蓋亞那太空中心阿里安二号发射场区 5°13′55″N 52°46′34″W / 5.232°N 52.776°W                 | 成功                 |
| 94.                                                                                        | 阿里安4号4P H10-3型运载火箭（V-94）  | 国际电信卫星组织卫星6号（F2星）                                                                  | 1997年3月1日 01时07分42秒 1997年2月28日 22时07分42秒    | 地球同步轉移軌道     | 蓋亞那太空中心阿里安二号发射场区 5°13′55″N 52°46′34″W / 5.232°N 52.776°W                 | 成功                 |
| 95.                                                                                        | 阿里安4号4LP H10-3型运载火箭（V-95） | BSAT-1a廣播衛星 · （ 日本） Thaicom 3通訊衛星 · （ 泰國）                                        | 1997年4月16日 23时08分44秒 20时08分44秒                 | 地球同步轉移軌道     | 蓋亞那太空中心阿里安二号发射场区 5°13′55″N 52°46′34″W / 5.232°N 52.776°W                 | 成功                 |
| 96.                                                                                        | 阿里安4号4L H10-3型运载火箭（V-97）  | 国际电信卫星组织卫星6号（F2星）                                                                  | 1997年6月3日 23时20分06秒 20时20分06秒                  | 地球同步轉移軌道     | 蓋亞那太空中心阿里安二号发射场区 5°13′55″N 52°46′34″W / 5.232°N 52.776°W                 | 成功                 |
| 97.                                                                                        | 阿里安4号4P H10-3型运载火箭（V-96）  | 国际电信卫星组织卫星6号（F2星）                                                                  | 1997年6月25日 23时44分00秒 20时44分00秒                 | 地球同步轉移軌道     | 蓋亞那太空中心阿里安二号发射场区 5°13′55″N 52°46′34″W / 5.232°N 52.776°W                 | 成功                 |
| 98.                                                                                        | 阿里安4号4P H10-3型运载火箭（V-98）  | 国际电信卫星组织卫星6号（F2星）                                                                  | 1997年8月8日 06时46分00秒 03时46分00秒                  | 地球同步轉移軌道     | 蓋亞那太空中心阿里安二号发射场区 5°13′55″N 52°46′34″W / 5.232°N 52.776°W                 | 成功                 |
| 99.                                                                                        | 阿里安4号4LP H10-3型运载火箭（V-99） | 国际电信卫星组织卫星6号（F2星）                                                                  | 1997年9月2日 22时21分07秒 19时21分07秒                  | 地球同步轉移軌道     | 蓋亞那太空中心阿里安二号发射场区 5°13′55″N 52°46′34″W / 5.232°N 52.776°W                 | 成功                 |
| 100.                                                                                       | 阿里安4号2L H10-3型运载火箭（V-100） | 国际电信卫星组织卫星6号（F2星）                                                                  | 1997年9月23日 23时58分 20时58分                         | 地球同步轉移軌道     | 蓋亞那太空中心阿里安二号发射场区 5°13′55″N 52°46′34″W / 5.232°N 52.776°W                 | 成功                 |
| 101.                                                                                       | 阿里安5号G型运载火箭（V-101）        | 国际电信卫星组织卫星6号（F2星）                                                                  | 1997年10月30日 13时43分 10时43分                        | 地球同步轉移軌道     | 蓋亞那太空中心阿里安三号发射场区 5°14′20″N 52°46′05″W / 5.239°N 52.768°W                 | 部分成功             |
| 102.                                                                                       | 阿里安4号4L H10-3型运载火箭（V-102） | 国际电信卫星组织卫星6号（F2星）                                                                  | 1997年11月12日 21时48分 18时48分                        | 地球同步轉移軌道     | 蓋亞那太空中心阿里安二号发射场区 5°13′55″N 52°46′34″W / 5.232°N 52.776°W                 | 成功                 |
| 103.                                                                                       | 阿里安4号4P H10-3型运载火箭（V-103） | 国际电信卫星组织卫星6号（F2星）                                                                  | 1997年12月2日 22时52分 19时52分                         | 地球同步轉移軌道     | 蓋亞那太空中心阿里安二号发射场区 5°13′55″N 52°46′34″W / 5.232°N 52.776°W                 | 成功                 |
| 104.                                                                                       | 阿里安4号2L H10-3型运载火箭（V-104） | 国际电信卫星组织卫星6号（F2星）                                                                  | 1997年12月22日 00时16分 1997年12月21日 21时16分         | 地球同步轉移軌道     | 蓋亞那太空中心阿里安二号发射场区 5°13′55″N 52°46′34″W / 5.232°N 52.776°W                 | 成功                 |
|                                                                                            |                                      |                                                                                                  |                                                         |                      |                                                                                          |                      |
| 105.                                                                                       | 阿里安4号2L H10-3型运载火箭（V-105） | 国际电信卫星组织卫星6号（F2星）                                                                  | 1998年2月4日 23时29分 20时29分                          | 地球同步轉移軌道     | 蓋亞那太空中心阿里安二号发射场区 5°13′55″N 52°46′34″W / 5.232°N 52.776°W                 | 成功                 |
| 106.                                                                                       | 阿里安4号2L H10-3型运载火箭（V-106） | 国际电信卫星组织卫星6号（F2星）                                                                  | 1998年2月27日 22时38分 19时38分                         | 地球同步轉移軌道     | 蓋亞那太空中心阿里安二号发射场区 5°13′55″N 52°46′34″W / 5.232°N 52.776°W                 | 成功                 |
| 107.                                                                                       | 阿里安4号2L H10-3型运载火箭（V-107） | 国际电信卫星组织卫星6号（F2星）                                                                  | 1998年3月24日 01时46分 1998年3月23日 22时46分           | 太阳同步轨道         | 蓋亞那太空中心阿里安二号发射场区 5°13′55″N 52°46′34″W / 5.232°N 52.776°W                 | 成功                 |
| 108.                                                                                       | 阿里安4号2L H10-3型运载火箭（V-108） | BSAT-1b廣播衛星 · （ 日本） 尼羅河衛星101號 · （ 埃及）                                          | 1998年4月28日 22时53分 19时53分                         | 地球同步轉移軌道     | 蓋亞那太空中心阿里安二号发射场区 5°13′55″N 52°46′34″W / 5.232°N 52.776°W                 | 成功                 |
| 109.                                                                                       | 阿里安4号2L H10-3型运载火箭（V-109） | 国际电信卫星组织卫星6号（F2星）                                                                  | 1998年8月25日 23时07分 20时07分                         | 地球同步轉移軌道     | 蓋亞那太空中心阿里安二号发射场区 5°13′55″N 52°46′34″W / 5.232°N 52.776°W                 | 成功                 |
| 110.                                                                                       | 阿里安4号2L H10-3型运载火箭（V-110） | 国际电信卫星组织卫星6号（F2星）                                                                  | 1998年9月16日 06时31分 03时31分                         | 地球同步轉移軌道     | 蓋亞那太空中心阿里安二号发射场区 5°13′55″N 52°46′34″W / 5.232°N 52.776°W                 | 成功                 |
| 111.                                                                                       | 阿里安4号2L H10-3型运载火箭（V-111） | 国际电信卫星组织卫星6号（F2星）                                                                  | 1998年10月5日 22时51分 19时51分                         | 地球同步轉移軌道     | 蓋亞那太空中心阿里安二号发射场区 5°13′55″N 52°46′34″W / 5.232°N 52.776°W                 | 成功                 |
| 112.                                                                                       | 阿里安5号G型运载火箭（V-112）        | 国际电信卫星组织卫星6号（F2星）                                                                  | 1998年10月21日 16时37分21秒 13时37分21秒                | 地球同步轉移軌道     | 蓋亞那太空中心阿里安三号发射场区 5°14′20″N 52°46′05″W / 5.239°N 52.768°W                 | 成功                 |
| 113.                                                                                       | 阿里安4号2L H10-3型运载火箭（V-113） | 国际电信卫星组织卫星6号（F2星）                                                                  | 1998年10月28日 22时15分00秒 19时15分00秒                | 地球同步轉移軌道     | 蓋亞那太空中心阿里安二号发射场区 5°13′55″N 52°46′34″W / 5.232°N 52.776°W                 | 成功                 |
| 114.                                                                                       | 阿里安4号2L H10-3型运载火箭（V-114） | 国际电信卫星组织卫星6号（F2星）                                                                  | 1998年12月6日 00时43分 1998年12月5日 21时43分           | 地球同步轉移軌道     | 蓋亞那太空中心阿里安二号发射场区 5°13′55″N 52°46′34″W / 5.232°N 52.776°W                 | 成功                 |
| 115.                                                                                       | 阿里安4号2L H10-3型运载火箭（V-115） | 国际电信卫星组织卫星6号（F2星）                                                                  | 1998年12月22日 01时08分 1998年12月21日 22时08分         | 地球同步轉移軌道     | 蓋亞那太空中心阿里安二号发射场区 5°13′55″N 52°46′34″W / 5.232°N 52.776°W                 | 成功                 |
|                                                                                            |                                      |                                                                                                  |                                                         |                      |                                                                                          |                      |
| 2000年代：2000年－2001年－2002年－2003年－2004年－2005年－2006年－2007年－2008年－2009年 ↑ |                                      |                                                                                                  |                                                         |                      |                                                                                          |                      |
|                                                                                            |                                      |                                                                                                  |                                                         |                      |                                                                                          |                      |
|                                                                                            |                                      |                                                                                                  |                                                         |                      |                                                                                          |                      |
|                                                                                            |                                      |                                                                                                  |                                                         |                      |                                                                                          |                      |
|                                                                                            |                                      |                                                                                                  |                                                         |                      |                                                                                          |                      |
|                                                                                            |                                      |                                                                                                  |                                                         |                      |                                                                                          |                      |
|                                                                                            |                                      |                                                                                                  |                                                         |                      |                                                                                          |                      |
|                                                                                            |                                      |                                                                                                  |                                                         |                      |                                                                                          |                      |
|                                                                                            |                                      |                                                                                                  |                                                         |                      |                                                                                          |                      |
|                                                                                            |                                      |                                                                                                  |                                                         |                      |                                                                                          |                      |
|                                                                                            |                                      |                                                                                                  |                                                         |                      |                                                                                          |                      |
| 2010年代：2010年－2011年－2012年－2013年 ↑                                                 |                                      |                                                                                                  |                                                         |                      |                                                                                          |                      |
|                                                                                            |                                      |                                                                                                  |                                                         |                      |                                                                                          |                      |
|                                                                                            |                                      |                                                                                                  |                                                         |                      |                                                                                          |                      |
|                                                                                            |                                      |                                                                                                  |                                                         |                      |                                                                                          |                      |
|                                                                                            |                                      |                                                                                                  |                                                         |                      |                                                                                          |                      |
| 未来任务：2013年－2014年 ↑                                                                 |                                      |                                                                                                  |                                                         |                      |                                                                                          |                      |
|                                                                                            |                                      |                                                                                                  |                                                         |                      |                                                                                          |                      |

## 发射成败统计
以下是欧洲运载火箭的发射成败统计，以运载火箭将有效载荷顺利注入预定星箭分离轨道为成功标准。1979年至2017年2月14日，欧洲空间局共发射运载火箭243枚，平均每年发射6.23枚，其中发射成功232枚，失败21枚，达到了95.47%的发射成功率。
| 欧洲运载火箭各型号发射成败统计 （截至2017年2月14日） | 欧洲运载火箭各型号发射成败统计 （截至2017年2月14日） | 欧洲运载火箭各型号发射成败统计 （截至2017年2月14日） | 欧洲运载火箭各型号发射成败统计 （截至2017年2月14日） | 欧洲运载火箭各型号发射成败统计 （截至2017年2月14日） | 欧洲运载火箭各型号发射成败统计 （截至2017年2月14日） |
| 型号                                                 | 成功次数                                             | 部分成功次数                                         | 失败次数                                             | 总发射次数                                           | 发射成功率                                           |
| ---------------------------------------------------- | ---------------------------------------------------- | ---------------------------------------------------- | ---------------------------------------------------- | ---------------------------------------------------- | ---------------------------------------------------- |
| 钻石号A型运载火箭                                    | 3                                                    | 1                                                    | 0                                                    | 4                                                    | 75.00%                                               |
| 欧洲1号运载火箭                                      | 0                                                    | 0                                                    | 3                                                    | 3                                                    | 0.00%                                                |
| 黑箭號運載火箭                                       | 2                                                    | 0                                                    | 2                                                    | 4                                                    | 50.00%                                               |
| 钻石号B型运载火箭                                    | 3                                                    | 0                                                    | 2                                                    | 5                                                    | 60.00%                                               |
| 欧洲2号运载火箭                                      | 0                                                    | 0                                                    | 1                                                    | 1                                                    | 0.00%                                                |
| 钻石号BP4型运载火箭                                  | 3                                                    | 0                                                    | 0                                                    | 3                                                    | 100.00%                                              |
| 亞利安一號運載火箭                                   | 9                                                    | 0                                                    | 2                                                    | 11                                                   | 81.82%                                               |
| 亞利安三號運載火箭                                   | 10                                                   | 0                                                    | 1                                                    | 11                                                   | 90.91%                                               |
| 阿里安2号运载火箭                                    | 5                                                    | 0                                                    | 1                                                    | 6                                                    | 83.33%                                               |
| 亞利安四號運載火箭                                   | 113                                                  | 0                                                    | 3                                                    | 116                                                  | 97.41%                                               |
| 亞利安五號運載火箭                                   | 87                                                   | 2                                                    | 2                                                    | 91                                                   | 95.60%                                               |
| 織女星運載火箭                                       | 8                                                    | 0                                                    | 0                                                    | 8                                                    | 100.00%                                              |
| 总发射成功率：95.47%                                 |                                                      |                                                      |                                                      |                                                      |                                                      |